# Clube Atlético Catarinense
CA Catarinense was een Braziliaanse voetbalclub uit de stad Florianópolis in de staat Santa Catarina.

## Erelijst
Campeonato Catarinense
1934